# 타이만
타이만(태국어: อ่าวไทย, Gulf of Thailand), 태국만(泰國灣) 또는 시암만(태국어: อ่าวสยาม, Gulf of Siam)은 남중국해의 만으로 말레이시아, 태국, 캄보디아, 베트남과 접하고 있다. 만의 북쪽으로는 방콕을 흐르는 짜오프라야강이 흘러든다. 만의 면적은 약 320,000 km2이다.
타이만은 상대적으로 얕다. 평균 깊이가 45m이고, 가장 깊은 곳도 80m 밖에 되지 않는다. 따라서 해수의 교환이 늦으며, 만으로 흘러드는 강으로 인해 염도가 낮다.(30.5‰~32.5‰) 메콩강에서 대부분의 물이 들어가며, 나머지 강 중에는 타피강이 있다.
타이만에는 석유와 많은 양의 천연가스가 매장되어 있다.